# APG SGA
 (octobre 2012).
APG|SGA SA (Allgemeine Plakatgesellschaft Société Générale d'Affichage) est une holding suisse spécialisée dans la publicité extérieure, avec plusieurs participations dans des entreprises actives dans ce domaine. Le siège principal de cette société anonyme est à Genève.

## Histoire
La Société Générale d'Affichage (SGA) a été fondée en 1900 en tant que société anonyme à Genève. Depuis 1904, les actions sont cotées à la bourse de Genève, et depuis 1992 aussi à la bourse de Zurich. En 1970, participation de 50% dans les entreprises Impacta AG et Ecofer AG de Polymedia Holding AG. En 1999, il a été décidé de transformer la SGA en une structure de holding. Le but était de simplifier et de moderniser la structure du capital. Le nouveau nom était Affichage, le mot français pour la pose des affiches.
À la suite de la concentration sur le marché intérieur de la Suisse, la marque SGA a gagné de l'importance et Affichage a été relégué au second plan. Depuis janvier 2012, l'entreprise se nomme APG|SGA SA (Allgemeine Plakatgesellschaft Société Générale d'Affichage). Les marques des segments sont : 
- APG|SGA Airport (Bercher SA)
- APG|SGA Mega Poster (Paron AG)
- APG|SGA Mountain (autrefois APG Montagne)
- APG|SGA Traffic AG

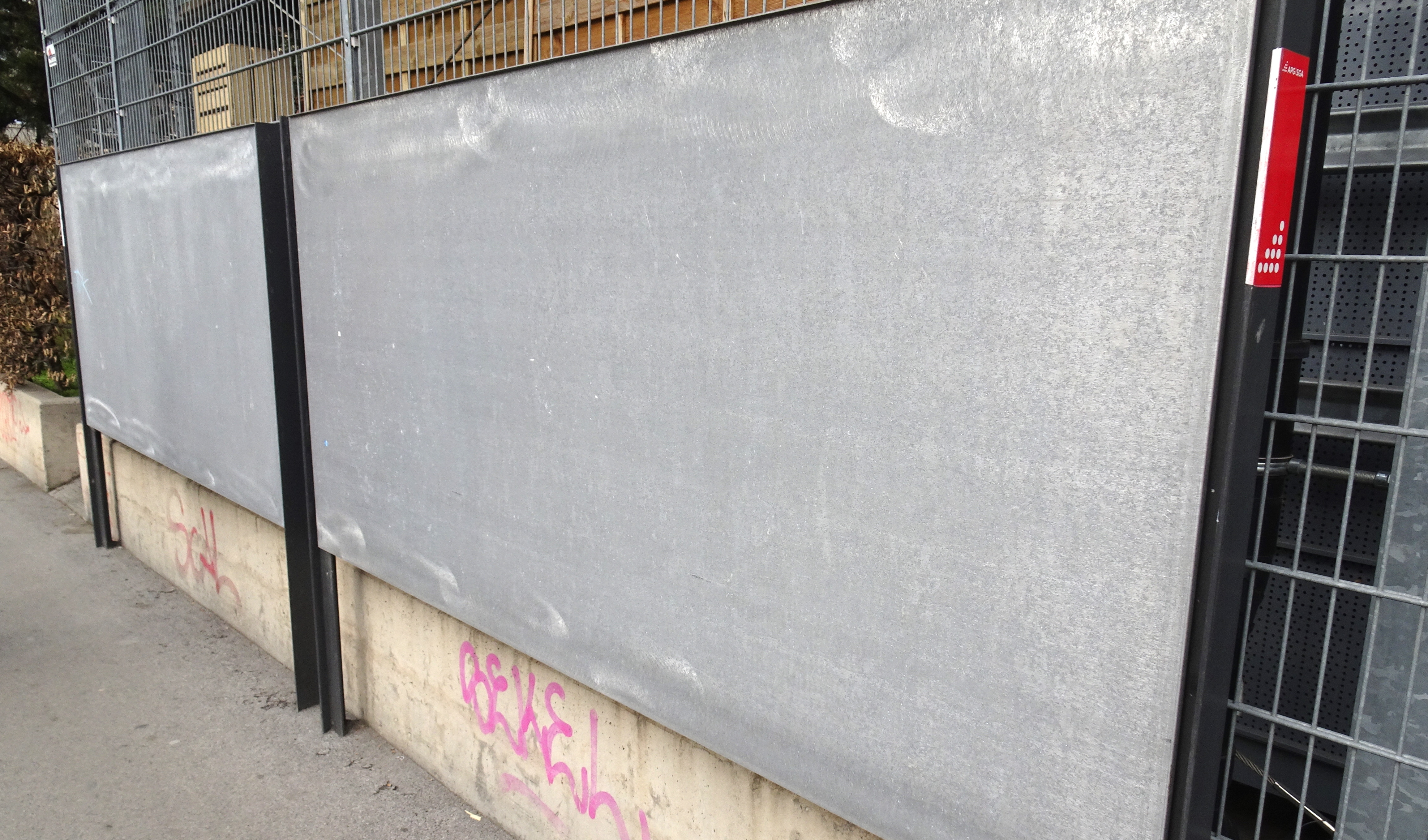
Surfaces vides en 2021.

L'ancienne eAd (e-advertising) a été intégrée à la maison-mère et fonctionne depuis sous la marque APG|SGA. Les sociétés Impacta AG et Ecofer AG ont été intégralement rachetées en 2014.
La crise économique résultant de la pandémie de Covid-19 en 2020-2021 a drastiquement diminué les affichage publicitaires en extérieur, de nombreuses surfaces restant vides.

## Activités
La société organise l'affichage, l'entretien et l'installation des surfaces et supports publicitaires dans les transports publics, dans les gares, dans la rue, dans les centres commerciaux, à l'aéroport, dans les régions de montagnes. Les concessions à long terme avec les partenaires publics et privés forment la base de l'entreprise. Une grande partie du chiffre d'affaires est générée par le marché suisse.
Le holding a un Conseil d'administration de cinq membres, élus individuellement et pour une durée maximale de trois ans par l'assemblée générale. Passé ce délai, ils sont à nouveau éligibles. Exception : arrivé à l'âge de 71 ans, tout membre du Conseil d'administration doit se retirer lors de l'assemblée générale la plus proche.
En 2013, les membres du Conseil d'administration sont :
| Nom                  | Fonction       | Membre depuis | Durée du mandat |
| -------------------- | -------------- | ------------- | --------------- |
| Jean-François Decaux | Président      | 2002          | 2014            |
| Paul-Henry Binz      | Vice-Président | 1993          | 2013            |
| Gilles Samyn         | Membre         | 2008          | 2014            |
| Markus Scheidegger   | Membre         | 2000          | 2015            |
| Robert Schmidli      | Membre         | 2011          | 2014            |

## Principaux actionnaires
APG|SGA AG est cotée à la bourse suisse (SWX Swiss Exchange). JCDecaux, plus grande entreprise dans le domaine de la publicité extérieure, détient 30 % des actions APG|SGA AG. 25,3 % sont détenus par la société d’investissement belge  Compagnie Nationale à Portefeuille. Également,  Béatrice et Paul-Henry Binz avec Grisobi Holding SA à Bulle (Suisse) 6,03 %, International Value Advisers (USA) 5,02 % et Arrow Capital Management (USA) 4,41 %.

## Perte de contrat à Genève

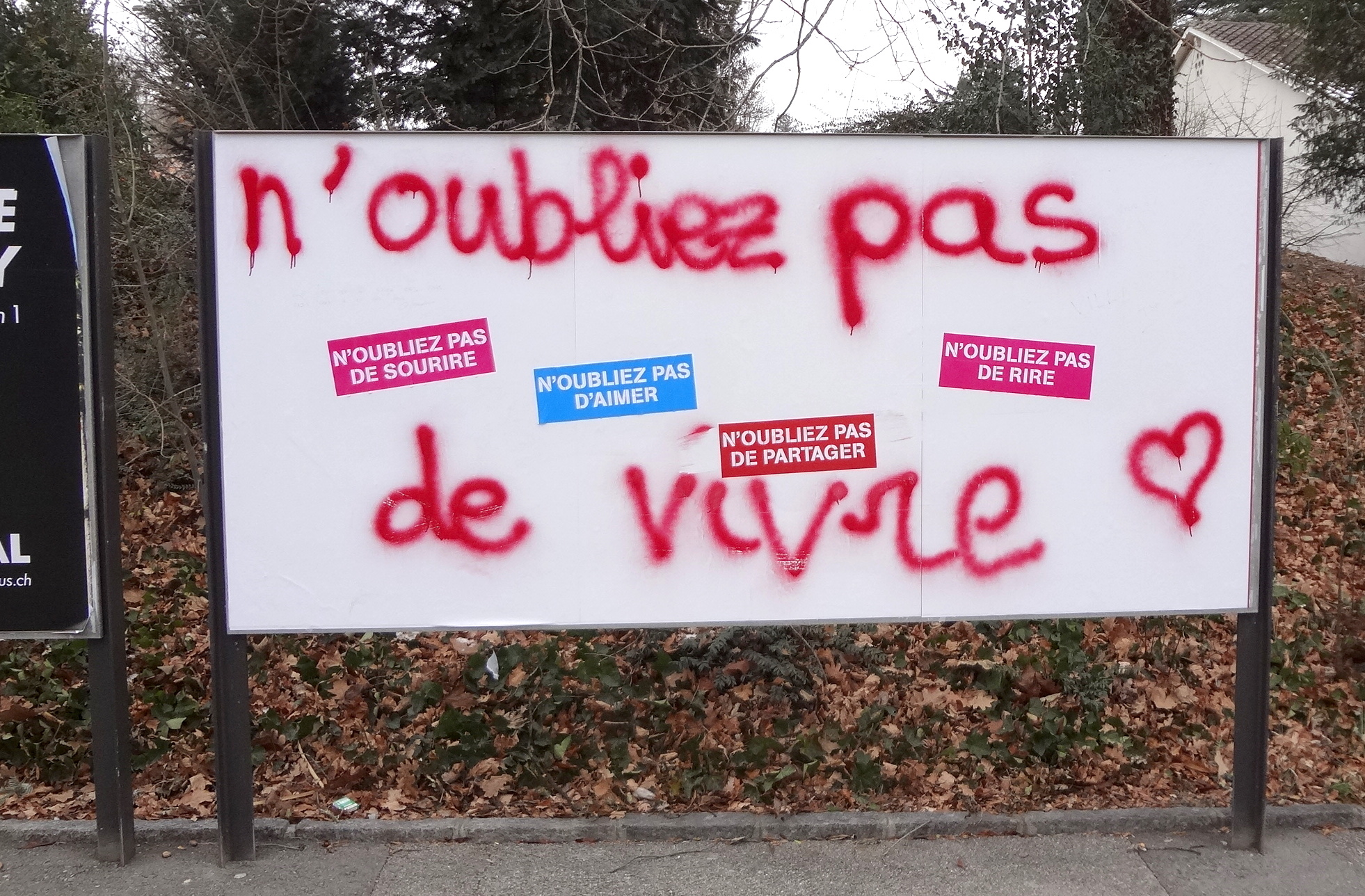
Janvier 2017 à Genève.

En ville de Genève, la concession pour la publicité extérieure a été attribuée de longue date à APG|SGA et renouvelée tous les cinq ans. La concession a été accordée à une nouvelle entreprise dès 2017 : Neo Advertising. La SGA a recouvert le 30 décembre les 3 000 panneaux de feuilles blanches et la population s'est emparée temporairement de ces surfaces vierges,.